# The Sorrows of the Unfaithful
The Sorrows of the Unfaithful é um filme mudo norte-americano de 1910 em curta-metragem, do gênero drama, dirigido por D. W. Griffith. Cópia do filme encontra-se conservada na Biblioteca do Congresso dos Estados Unidos.

## Elenco
- Mary Pickford ... Mary
- Henry B. Walthall ... Bill
- Edward Dillon ... Joe